# ناتسكي تاكاهاشي
ناتسكي تاكاهاشي (باليابانية: 高橋夏樹؛ بالكانا: たかはし なつき) هي ممثلة يابانية، ولدت في 11 أغسطس 1974 في طوكيو في اليابان.